# Ehirava fluviatilis
Ehirava fluviatilis är en fiskart som beskrevs av Deraniyagala 1929. Ehirava fluviatilis ingår i släktet Ehirava och familjen sillfiskar. Inga underarter finns listade i Catalogue of Life.